# مهندسی بوم‌شناختی

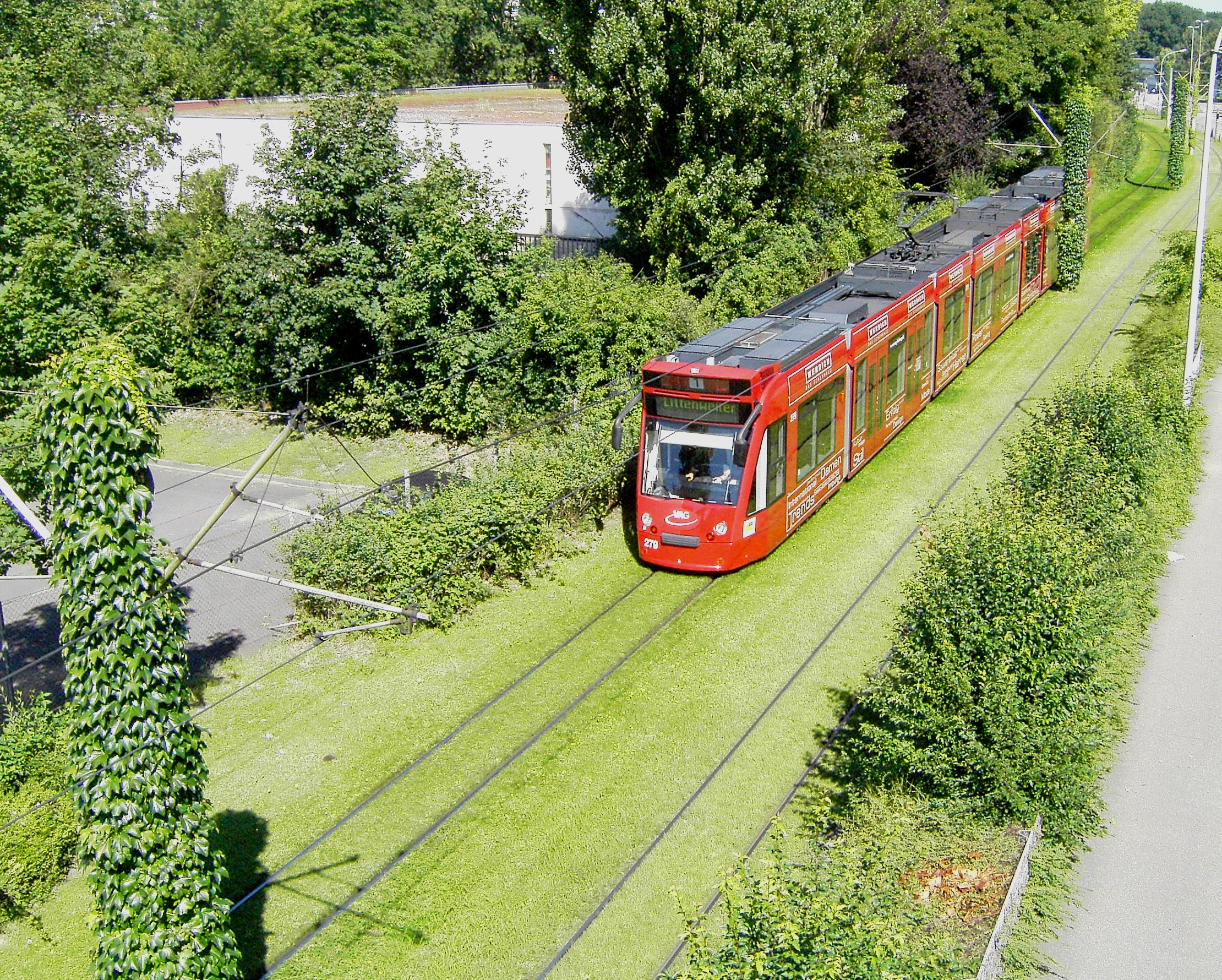

مهندسی بوم‌شناختی (به انگلیسی: Ecological engineering) از بوم‌شناسی و مهندسی برای پیش‌بینی، طراحی، ساخت یا بازسازی و مدیریت اکوسیستم‌هایی استفاده می‌کند که اجتماع انسانی با محیط طبیعی آن به سود هر دو را در هم ادغام می‌کند.
برگن و همکاران مهندسی بوم‌شناختی را این‌گونه تعریف می‌کنند: ۱) استفاده از دانش و نظریه بوم‌شناختی. ۲) کاربرد برای انواع اکوسیستم‌ها. ۳) سازگاری روش‌های طراحی مهندسی؛ و ۴) ارائه یک نظام ارزشی راهنما.

## دستورالعمل‌ها، اصول طراحی و کلاس‌های کاربردی
طراحی مهندسی اکولوژیکی، اکولوژی سیستم‌ها را با فرایند طراحی ترکیب می‌کند. طراحی مهندسی معمولاً شامل فرمول‌بندی موضوع برای رسیدن به هدف، تجزیه و تحلیل مسئله با درنظرگرفتن محدودیت‌ها، جستجوی راه‌حل‌های جایگزین، تصمیم‌گیری در میان گزینه‌ها و مشخص کردن یک راه‌حل کامل می‌باشد. یک چارچوب طراحی زمانی توسط ماتلوک و همکاران ارائه شده‌است، که بیان می‌کند راه حل‌های طراحی در کادر محیط زیست در نظر گرفته می‌شوند. در انتخاب بین گزینه‌های جایگزین، طراح باید اقتصاد زیست‌محیطی را نیز در ارزیابی طراحی خود بگنجاند. بدین معنا که یک سیستم به سوی حفاظت بیولوژیکی و برای حفظ جامعه و طبیعت فراهم شود.

### سازمان‌ها
- American Ecological Engineering Society, homepage.
- Ecological Engineering Student Society Website, EESS, Oregon State University, 2011.
- American Society of Professional Wetland Engineers, homepage, wiki.
- Ecological Engineering Group, homepage.
- International Ecological Engineering Society homepage.

### مجلات علمی
- Ecological Engineering since 1992, with a general description of the field.
- Landscape and Ecological Engineering since 2005.
- Journal of Ecological Engineering Design Officially launched in 2021, this journal offers a diamond open access format (free to the reader, free to the authors). This is the official journal of the American Ecological Engineering Society with production support from the University of Vermont Libraries.